# 梁子琪
梁子琪（英語：David Leung Chee Kay），香港公務員，現職發展局文物保育專員，曾經在2020年6月至2025年2月任職中西區民政事務專員，以及在2024年1月至2025年2月兼任中西區區議會主席。

## 政府內工作
梁子琪1998年加入政務主任職系，曾任職多個政策局和部門，包括民政事務總署、前環境食物局、前衞生福利及食物局、大學教育資助委員會秘書處、政府資訊科技總監辦公室和教育局。他調任前為大學教育資助委員會秘書處副秘書長。

### 2020年香港立法會選舉(原訂)
於2020年香港立法會選舉，各地區直選及功能組別的選舉主任安排，打破過去由當區民政事務專員擔任選舉主任的傳統做法，而是跨區配對。此安排被視為剝奪有意參選的民主派的參選資格鋪路。其中，梁子琪所屬的中西區本應被劃入香港島地方選區，但梁卻被安排成為九龍西選區選舉主任。
在擔任中西區民政事務專員期間，他因抗疫貢獻而在2022年7月27日在香港2022年度授勳及嘉獎名單獲頒行政長官公共服務獎狀以作嘉許

## 榮譽

### 勳銜
官守太平紳士（J.P.）（2020年7月3日－2025年2月12日，任中西區民政事務專員期間）

### 嘉獎
- 行政長官公共服務獎狀（香港2022年度授勳及嘉獎名單；2022年7月27日）[6]

## 資料來源
1. ↑  .   [2020-07-25]. （原始内容存档于2020-07-25）.
2. ↑  鄭寶生, 陳小瑜. . 香港01. 2020-06-18  [2020-06-21]. （原始内容存档于2020-06-22） （中文（香港））.
3. ↑  .   [2020-07-25]. （原始内容存档于2020-07-25）.
4. ↑  . 香港特別行政區政府新聞公報. 2022-07-27  [2022-09-18]. （原始内容存档于2022-07-27）.
5. ↑  . 香港特別行政區政府憲報. 2020-07-03.
6. ↑  . 香港特別行政區政府新聞公報. 2022-07-27  [2022-09-18]. （原始内容存档于2022-07-27）.

| 政府职务        | 政府职务                                         | 政府职务      |
| --------------- | ------------------------------------------------ | ------------- |
| 前任： 黃何詠詩 | 中西區民政事務專員 2020年6月30日－ 2025年2月12日 | 繼任： 鄭建瑩 |
| 議會席位        |                                                  |               |
| 前任： 鄭麗琼   | 中西區區議會主席 2024年1月1日－ 2025年2月12日    | 繼任： 鄭建瑩 |